# ロマンシング・ストーン 秘宝の谷
『ロマンシング・ストーン 秘宝の谷』（Romancing the Stone）は、1984年のアメリカ合衆国の映画。冒険映画、ロマンティック・コメディ。
監督はロバート・ゼメキス、音楽はアラン・シルヴェストリ 。このふたりは本作以降タッグを組むことになる。
1984年ゴールデングローブ賞（ミュージカル・コメディ部門）で作品賞・主演女優賞を受賞。1985年には続編『ナイルの宝石』（The Jewel of the Nile 監督：ルイス・ティーグ）も製作された。

## ストーリー
人気女流小説家のジョーン（キャスリーン・ターナー）は誘拐された姉を助けるため向かったコロンビアで、伝説のエメラルドを巡る争奪戦に巻き込まれる。
南米のジャングルで次々と襲いかかる絶体絶命のピンチを、うさんくさい冒険家のジャック（マイケル・ダグラス）と共に助け合いながらくぐり抜けていく。

## 登場人物
ジョーン・ワイルダー
演 - キャスリーン・ターナー
女流小説家。姉夫婦が事件に巻き込まれた余波で自身も事件に巻き込まれた薄幸の女性。
ジャック・コルトン
演 - マイケル・ダグラス
冒険家。
ラルフ
演 - ダニー・デヴィート
アイラの従兄弟。立場は弱くアイラにこき使われている。
アイラ
演 - ザック・ノーマン
ギャングのボス。
ホアン
演 - アルフォンソ・アラウ
ジョーンのファン。
ゾロ
演 - マヌエル・オヘイダ
地図を狙う軍人。ナイフの扱いに長けている。
グロリア
演 - ホランド・テイラー
出版社の編集者。
エレイン
演 - メアリー・エレン・トレイナー
ジョーンの姉。夫を殺害され、自身も誘拐された不幸な女性。
ミセス・アーウィン
演 - エヴァ・スミス
ジョーンと同じアパートに住む老女。

## キャスト
| 役名                 | 俳優                         | 日本語吹替                            | 日本語吹替                                                                 |
| 役名                 | 俳優                         | 日本テレビ版                          | テレビ朝日版 （追加録音）                                                  |
| -------------------- | ---------------------------- | ------------------------------------- | -------------------------------------------------------------------------- |
| ジョーン・ワイルダー | キャスリーン・ターナー       | 小山茉美                              | 藤田淑子 （渡辺明乃）                                                      |
| ジャック・コルトン   | マイケル・ダグラス           | 佐古正人                              | 津嘉山正種                                                                 |
| ラルフ               | ダニー・デヴィート           | 緒方賢一                              | 池田勝                                                                     |
| アイラ               | ザック・ノーマン             | 青野武                                | 八奈見乗児 （浦山迅）                                                      |
| ホアン               | アルフォンソ・アラウ         | 内海賢二                              | 千田光男                                                                   |
| ゾロ                 | マヌエル・オヘイダ           | 柴田秀勝                              | 田中信夫                                                                   |
| グロリア             | ホランド・テイラー           | 翠準子                                | 谷育子                                                                     |
| エレイン             | メアリー・エレン・トレイナー | 高橋ひろ子                            | 沢田敏子                                                                   |
| ミセス・アーウィン   | エヴァ・スミス               | 高村章子                              |                                                                            |
| 役不明又はその他     |                              | 郷里大輔 伊井篤史 おぼたけし 亀井三郎 | 筈見純 藤本譲 峰恵研 片岡富枝 広瀬正志 小室正幸 磯辺万沙子 辻親八 田中敦子 |
|                      |                              |                                       |                                                                            |
| 演出                 |                              | 壺井正                                | 伊達康将                                                                   |
| 翻訳                 |                              | 高橋京子                              | 岩本令                                                                     |
| 調整                 |                              | 高橋久義                              | 中村光宏                                                                   |
| 効果                 |                              | PAG                                   | 佐藤良介                                                                   |
| 制作                 |                              | グロービジョン                        | 東北新社                                                                   |
| 初回放送             |                              | 1986年10月31日 『金曜ロードショー』   | 1992年8月23日 『日曜洋画劇場』                                             |

※日本テレビ版とテレビ朝日版ではカット部分が異なり、テレビ朝日版でカットされた部分の一部が日本テレビ版には存在する。
※2015年10月7日発売の『吹替の名盤』シリーズ ＜テレビ吹替音声収録＞HDリマスター版DVDにはテレビ朝日版の日本語吹替が収録（約96分）。また、このテレビ朝日版のカットされた部分を追加録音した「吹替補完版」が2018年10月14日にWOWOWで放送された。欠落部分のキャストは一線を退いていながらも全員存命だったものの、参加したのは津嘉山、池田、千田、谷のみで八奈見と藤田の欠落部分は代役が担当した。
※民放での再放送では日本テレビ版を流用している。

## スタッフ
- 監督：ロバート・ゼメキス
- 製作：マイケル・ダグラス
- 製作補：ジョエル・ダグラス、ジャック・ブロドスキー
- 脚本：ダイアン・トーマス
- 撮影：ディーン・カンディ、アレックス・フィリップスJr.
- 音楽：アラン・シルヴェストリ
- 美術：ローレンス・G・ポール、アウグスティン・イチュアート
- 編集：ドン・キャンバーン、フランク・モリス

## 受賞歴
- ゴールデングローブ賞
  - 作品賞（ミュージカル・コメディ部門）
  - 主演女優賞（ミュージカル・コメディ部門）
- ロサンゼルス映画批評家協会賞
  - 主演女優賞